# سارة البدري
سارة البدري هي كاتبة مصرية وُلدت بمحافظة القاهرة، وتخرجت في قسم الهندسة الميكانيكية في كلية الهندسة بجامعة القاهرة، ثم حصلت على ليسانس الآداب في اللغة العربية وآدابها بكلية الآداب جامعة القاهرة.

## كتاباتها ومؤلفاتها
ألفت سارة البدري عددا من المؤلفات التي تنوعت ما بين المقالات، والروايات والمجموعات القصصية، زمن أهمها:
- قصاصة حرير (رواية): صدرت عام 2011 عن دار ميريت للنشر والتوزيع بالقاهرة.[1]
- فاكهة محرمة (رواية): صدرت عام 2012 عن دار الرواق للنشر والتوزيع بالقاهرة.[2]
- حصن الشاه (رواية): صدرت عام 2014 عن دار الرواق للنشر والتوزيع بالقاهرة.[3]
- أرض اللذة (رواية): صدرت عام 2016 عن دار الرواق للنشر والتوزيع بالقاهرة.[4][5]
- أم في مهمة (رواية): صدرت عام 2013 عن دار الرواق للنشر والتوزيع بالقاهرة.[6]
- فعل حب (مجموعة قصصية): صدرت عام 2017 عن دار الرواق للنشر والتوزيع بالقاهرة.[7]
- مهما سجد (رواية): صدرت عام 2019 عن دار الرواق للنشر والتوزيع بالقاهرة خلال معرض القاهرة الدولي للكتاب.[8]
- المشهد (مشاهد خاصة من ذاكرة السينما): صدر عام 2020 عن دار الرواق للنشر والتوزيع بالقاهرة.[9]